# Adolf van Luxemburg
Adolf Willem Karel August Frederik (Wiesbaden, Biebrich, 24 juli 1817 – Slot Hohenburg, 17 november 1905) was van 1839 tot 1866 de laatste hertog van Nassau en van 1890 tot 1905 groothertog van Luxemburg.

## Nassau

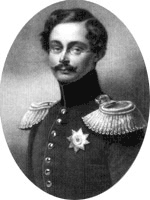
Adolf als hertog van Nassau

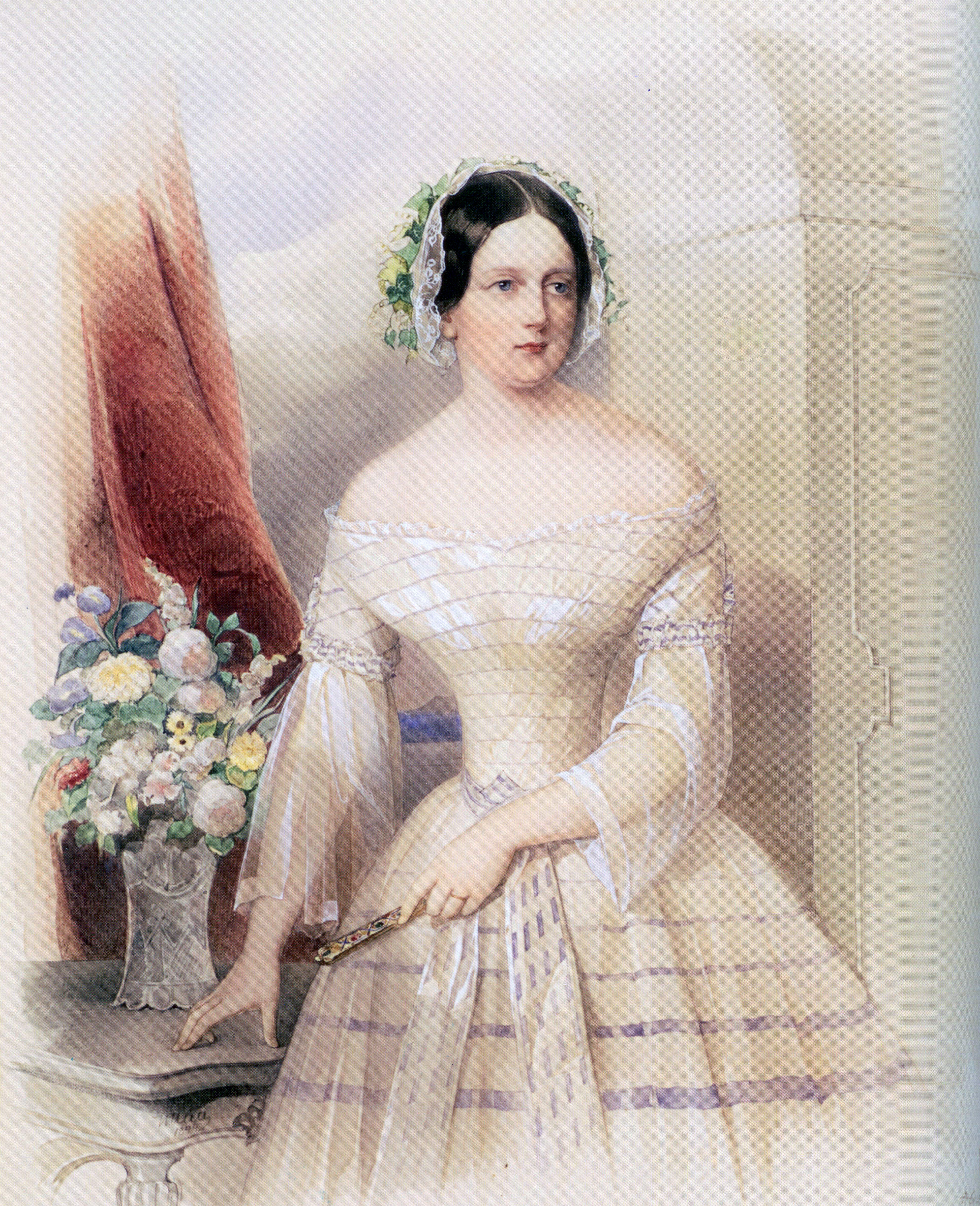
Portret van Elisabeth Michajlovna

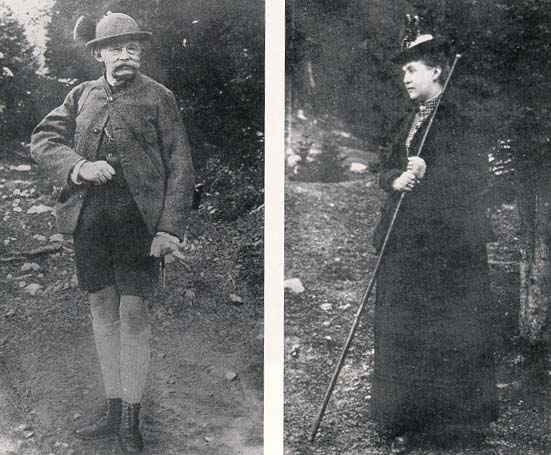
Adolf en zijn vrouw Adelheid

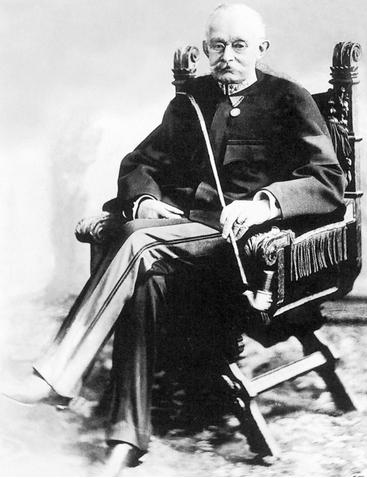
Adolf op latere leeftijd

Adolf was de zoon van hertog Willem van Nassau en Louise van Saksen-Hildburghausen (1794-1825), dochter van Frederik van Saksen-Altenburg. Bij de dood van zijn vader op 30 augustus 1839 werd hij hertog van Nassau. Op 31 januari 1844 huwde hij grootvorstin Elisabeth, de dochter van grootvorst Michaël Pavlovitsj van Rusland en een nicht van tsaar Nicolaas I, die echter reeds een jaar later stierf. Te harer nagedachtenis liet hij in Wiesbaden een Russisch-orthodoxe kapel oprichten.
Hij regeerde op conservatieve wijze, maar zag zich in het revolutiejaar 1848 op het allerlaatste moment - voor zijn slot stond een woedende menigte van 30.000 mensen - genoodzaakt de zogenaamde "negen eisen der Nassauers" in te willigen en een Kamer van Afgevaardigden met algemeen kiesrecht in te voeren. Hij zette zijn beleid op meer liberale wijze voort en schreef in 1849 Frederik Willem IV van Pruisen zelfs een nederige brief waarin hij deze verzocht de hem door het liberale Frankfurter Parlement aangeboden Duitse keizerskroon te aanvaarden. Later zette zich echter weer een conservatieve periode in waarin Adolf veel van zijn liberale maatregelen terugdraaide: de landdag werd ontbonden, de pers gemuilkorfd en het recht op vergadering en vereniging beperkt.
Nassau was Oostenrijks gezind en in de Pruisisch-Oostenrijkse Oorlog van 1866 verklaarde Adolf Pruisen dan ook de oorlog. De overwegend liberale Kamer weigerde echter geld beschikbaar te stellen en op 15 juli moest de hertog vluchten. Pruisen bezette op 18 juli Wiesbaden en beschouwde Nassau na de overwinning als oorlogsbuit. De formele annexatie van het hertogdom vond plaats op 8 oktober.

## Luxemburg
Met het overlijden van prins Alexander der Nederlanden in 1884 was de verwachting dat de Ottoonse Linie van het Huis Nassau in de mannelijke lijn zou uitsterven op het moment dat koning Willem III der Nederlanden zou komen te overlijden. Daarbij zou overeenkomstig de Erneuerte Nassauische Erbverein het groothertogdom Luxemburg worden geërfd door Adolf. Willem III was ervan overtuigd dat er wel een regeling getroffen kon worden zodat zijn dochter prinses Wilhelmina hem ook in Luxemburg zou opvolgen. Koningin Emma ging er echter van uit dat Luxemburg aan de Walramse Linie van het Huis Nassau zou toevallen, zodat Adolf, haar oom van moederszijde, Willem III in Luxemburg zou opvolgen. De staatsminister van Luxemburg, Félix baron de Blochausen, trachtte Emma ertoe over te halen zich met zienswijze van de koning te verenigen, maar tevergeefs. De onderhandelingen tussen Willem III en Adolf voor een overeenkomst over de toekomstige afwikkeling van zaken zoals de persoonlijke bezittingen van de koning in Luxemburg leidden tot een op 30 september 1884 gesloten verdrag tussen Willem III en Adolf waarin definitief werd vastgelegd dat na het overlijden van Willem III, als hij geen mannelijke nakomelingen zou hebben, het groothertogdom zou overgaan naar Adolf en zijn nakomelingen, overeenkomstig de Erneuerte Nassauische Erbverein. Bij het overlijden van Willem III op 23 november 1890 werd Adolf de nieuwe groothertog van Luxemburg.
De reeds 73-jarige Adolf hield zich in het liberale Luxemburg afzijdig van de dagelijkse politiek en benoemde in 1902 zijn zoon en troonopvolger Willem (IV) Alexander tot Lieutenant-Représentant (stadhouder). Hij besteedde zijn tijd aan het uitbreiden van de kunstcollectie in zijn paleis in de stad Luxemburg en aan de restauratie van het slot Berg, dat sindsdien de residentie van de groothertogelijke familie is. Hij bracht het grootste deel van zijn tijd echter niet in Luxemburg door, maar op zijn slot Hohenburg bij Lenggries in de Beierse Alpen. Hij stierf daar op 17 november 1905 en werd opgevolgd door zijn zoon Willem IV.

## Affaire Merenberg
Adolfs oudste zoon en erfgroothertog Willem had alleen dochters. Omdat overeenkomstig de Erneuerte Nassauische Erbverein vrouwelijke erfgenamen alleen de troon konden erven als er geen mannelijke leden van het huis Nassau in leven waren, maakte Nicolaas Willem van Nassau, Adolfs jongere halfbroer, aanspraak op de groothertogelijke titel. Nicolaas Willem had echter een morganatisch huwelijk gesloten met Natalja Aleksandrovna Poesjkina. Hij wilde zijn aanspraak opgeven, als hij van zijn halfbroer de titel Hertog van Nassau zou krijgen voor hemzelf en zijn nazaten. Adolf weigerde echter de titel te verlenen aan een niet-ebenbürtige tak van de familie, zelfs als hij daarmee het risico zou lopen zijn groothertogelijke titel te verliezen. Voordat de strijd was beslist overleed Nicolaas Willem op 17 september 1905 en Adolf op 17 november van dat jaar. De affaire Merenberg was daarmee echter nog niet ten einde. 
George, de zoon van Nicolaas Willem, zette de strijd van zijn vader voort. Willem IV, inmiddels de groothertog van Luxemburg, had een slechte gezondheid en had nog steeds alleen dochters. Echter deze voerde een wijziging in de wet door, waardoor de titels en het familievermogen alleen konden overgaan op zijn nazaten. De wet werd in 1907 door het Luxemburgse parlement aangenomen met 41 tegen 7 stemmen. George zou wel als compensatie voor zijn verlies een jaarlijks inkomen ontvangen van 40.000 Goudmark.

## Huwelijk en kinderen
Adolf huwde in 1844 zijn eerste echtgenote Elisabeth Michajlovna die één dag na de bevalling van een dochter (1845) overleed. De baby was de dag van de geboorte al gestorven.
Op 23 april 1851 huwde hij Adelheid Marie van Anhalt-Dessau, een nicht van Leopold IV van Anhalt, en ze hadden vijf kinderen:
- Willem IV Alexander (1852-1912), groothertog van Luxemburg
- Frederik Paul Willem (1854-1855)
- Marie Bathildis Wilhelmina Charlotte (1857-1857)
- Frans Jozef Willem (1859-1875)
- Hilda Charlotte Wilhelmina (1864-1952), gehuwd met Frederik II van Baden

## Kwartierstaat
| Karel Christiaan van Nassau-Weilburg (1735-1788)                        | Karel Christiaan van Nassau-Weilburg (1735-1788)                        | Karel Christiaan van Nassau-Weilburg (1735-1788)                        | Karel Christiaan van Nassau-Weilburg (1735-1788)                        | Karel Christiaan van Nassau-Weilburg (1735-1788)                        | Karel Christiaan van Nassau-Weilburg (1735-1788)                        | Carolina van Oranje-Nassau (1743–1787)          | Carolina van Oranje-Nassau (1743–1787)          | Carolina van Oranje-Nassau (1743–1787)          | Carolina van Oranje-Nassau (1743–1787)          | Carolina van Oranje-Nassau (1743–1787) | Carolina van Oranje-Nassau (1743–1787) |                                 |                                 | Willem George van Sayn-Hachenburg (1711-1751) | Willem George van Sayn-Hachenburg (1711-1751) | Willem George van Sayn-Hachenburg (1711-1751) | Willem George van Sayn-Hachenburg (1711-1751) | Willem George van Sayn-Hachenburg (1711-1751) | Willem George van Sayn-Hachenburg (1711-1751) | Isabella Augusta Reuß zu Greiz (1709-1759)  | Isabella Augusta Reuß zu Greiz (1709-1759)  | Isabella Augusta Reuß zu Greiz (1709-1759) | Isabella Augusta Reuß zu Greiz (1709-1759) | Isabella Augusta Reuß zu Greiz (1709-1759)                 | Isabella Augusta Reuß zu Greiz (1709-1759)                 |                                                            |                                                            | Ernst Frederik III van Saksen-Hildburghausen (1727-1780)   | Ernst Frederik III van Saksen-Hildburghausen (1727-1780)   | Ernst Frederik III van Saksen-Hildburghausen (1727-1780) | Ernst Frederik III van Saksen-Hildburghausen (1727-1780) | Ernst Frederik III van Saksen-Hildburghausen (1727-1780)           | Ernst Frederik III van Saksen-Hildburghausen (1727-1780)           | Ernestine Augustine Sophie van Saksen-Weimar-Eisenach (1740-1786)  | Ernestine Augustine Sophie van Saksen-Weimar-Eisenach (1740-1786)  | Ernestine Augustine Sophie van Saksen-Weimar-Eisenach (1740-1786)  | Ernestine Augustine Sophie van Saksen-Weimar-Eisenach (1740-1786)  | Ernestine Augustine Sophie van Saksen-Weimar-Eisenach (1740-1786) | Ernestine Augustine Sophie van Saksen-Weimar-Eisenach (1740-1786) |                                                     |                                                     | Karel II van Mecklenburg-Strelitz (1741-1816)       | Karel II van Mecklenburg-Strelitz (1741-1816)       | Karel II van Mecklenburg-Strelitz (1741-1816)                  | Karel II van Mecklenburg-Strelitz (1741-1816)                  | Karel II van Mecklenburg-Strelitz (1741-1816)                  | Karel II van Mecklenburg-Strelitz (1741-1816)                  | Frederika Caroline Louise van Hessen-Darmstadt (1752–1782)     | Frederika Caroline Louise van Hessen-Darmstadt (1752–1782)     | Frederika Caroline Louise van Hessen-Darmstadt (1752–1782)  | Frederika Caroline Louise van Hessen-Darmstadt (1752–1782)  | Frederika Caroline Louise van Hessen-Darmstadt (1752–1782)  | Frederika Caroline Louise van Hessen-Darmstadt (1752–1782)  |  |  |  |  |  |  |  |  |  |  |  |  |  |  |  |  |  |  |  |  |  |  |  |  |  |  |  |  |  |  |  |  |  |  |  |  |  |  |  |  |  |  |  |  |  |  |  |  |
| Karel Christiaan van Nassau-Weilburg (1735-1788)                        | Karel Christiaan van Nassau-Weilburg (1735-1788)                        | Karel Christiaan van Nassau-Weilburg (1735-1788)                        | Karel Christiaan van Nassau-Weilburg (1735-1788)                        | Karel Christiaan van Nassau-Weilburg (1735-1788)                        | Karel Christiaan van Nassau-Weilburg (1735-1788)                        | Carolina van Oranje-Nassau (1743–1787)          | Carolina van Oranje-Nassau (1743–1787)          | Carolina van Oranje-Nassau (1743–1787)          | Carolina van Oranje-Nassau (1743–1787)          | Carolina van Oranje-Nassau (1743–1787) | Carolina van Oranje-Nassau (1743–1787) |                                 |                                 | Willem George van Sayn-Hachenburg (1711-1751) | Willem George van Sayn-Hachenburg (1711-1751) | Willem George van Sayn-Hachenburg (1711-1751) | Willem George van Sayn-Hachenburg (1711-1751) | Willem George van Sayn-Hachenburg (1711-1751) | Willem George van Sayn-Hachenburg (1711-1751) | Isabella Augusta Reuß zu Greiz (1709-1759)  | Isabella Augusta Reuß zu Greiz (1709-1759)  | Isabella Augusta Reuß zu Greiz (1709-1759) | Isabella Augusta Reuß zu Greiz (1709-1759) | Isabella Augusta Reuß zu Greiz (1709-1759)                 | Isabella Augusta Reuß zu Greiz (1709-1759)                 |                                                            |                                                            | Ernst Frederik III van Saksen-Hildburghausen (1727-1780)   | Ernst Frederik III van Saksen-Hildburghausen (1727-1780)   | Ernst Frederik III van Saksen-Hildburghausen (1727-1780) | Ernst Frederik III van Saksen-Hildburghausen (1727-1780) | Ernst Frederik III van Saksen-Hildburghausen (1727-1780)           | Ernst Frederik III van Saksen-Hildburghausen (1727-1780)           | Ernestine Augustine Sophie van Saksen-Weimar-Eisenach (1740-1786)  | Ernestine Augustine Sophie van Saksen-Weimar-Eisenach (1740-1786)  | Ernestine Augustine Sophie van Saksen-Weimar-Eisenach (1740-1786)  | Ernestine Augustine Sophie van Saksen-Weimar-Eisenach (1740-1786)  | Ernestine Augustine Sophie van Saksen-Weimar-Eisenach (1740-1786) | Ernestine Augustine Sophie van Saksen-Weimar-Eisenach (1740-1786) |                                                     |                                                     | Karel II van Mecklenburg-Strelitz (1741-1816)       | Karel II van Mecklenburg-Strelitz (1741-1816)       | Karel II van Mecklenburg-Strelitz (1741-1816)                  | Karel II van Mecklenburg-Strelitz (1741-1816)                  | Karel II van Mecklenburg-Strelitz (1741-1816)                  | Karel II van Mecklenburg-Strelitz (1741-1816)                  | Frederika Caroline Louise van Hessen-Darmstadt (1752–1782)     | Frederika Caroline Louise van Hessen-Darmstadt (1752–1782)     | Frederika Caroline Louise van Hessen-Darmstadt (1752–1782)  | Frederika Caroline Louise van Hessen-Darmstadt (1752–1782)  | Frederika Caroline Louise van Hessen-Darmstadt (1752–1782)  | Frederika Caroline Louise van Hessen-Darmstadt (1752–1782)  |  |  |  |  |  |  |  |  |  |  |  |  |  |  |  |  |  |  |  |  |  |  |  |  |  |  |  |  |  |  |  |  |  |  |  |  |  |  |  |  |  |  |  |  |  |  |  |  |
|                                                                         |                                                                         |                                                                         |                                                                         |                                                                         |                                                                         |                                                 |                                                 |                                                 |                                                 |                                        |                                        |                                 |                                 |                                               |                                               |                                               |                                               |                                               |                                               |                                             |                                             |                                            |                                            |                                                            |                                                            |                                                            |                                                            |                                                            |                                                            |                                                          |                                                          |                                                                    |                                                                    |                                                                    |                                                                    |                                                                    |                                                                    |                                                                   |                                                                   |                                                     |                                                     |                                                     |                                                     |                                                                |                                                                |                                                                |                                                                |                                                                |                                                                |                                                             |                                                             |                                                             |                                                             |  |  |  |  |  |  |  |  |  |  |  |  |  |  |  |  |  |  |  |  |  |  |  |  |  |  |  |  |  |  |  |  |  |  |  |  |  |  |  |  |  |  |  |  |  |  |  |  |
|                                                                         |                                                                         |                                                                         |                                                                         | Frederik Willem van Nassau-Weilburg (1768-1816)                         | Frederik Willem van Nassau-Weilburg (1768-1816)                         | Frederik Willem van Nassau-Weilburg (1768-1816) | Frederik Willem van Nassau-Weilburg (1768-1816) | Frederik Willem van Nassau-Weilburg (1768-1816) | Frederik Willem van Nassau-Weilburg (1768-1816) |                                        |                                        |                                 |                                 |                                               |                                               | Louise van Sayn-Hachenburg (1772-1827)        | Louise van Sayn-Hachenburg (1772-1827)        | Louise van Sayn-Hachenburg (1772-1827)        | Louise van Sayn-Hachenburg (1772-1827)        | Louise van Sayn-Hachenburg (1772-1827)      | Louise van Sayn-Hachenburg (1772-1827)      |                                            |                                            |                                                            |                                                            |                                                            |                                                            |                                                            |                                                            |                                                          |                                                          | Frederik van Saksen-Altenburg (1763-1834)                          | Frederik van Saksen-Altenburg (1763-1834)                          | Frederik van Saksen-Altenburg (1763-1834)                          | Frederik van Saksen-Altenburg (1763-1834)                          | Frederik van Saksen-Altenburg (1763-1834)                          | Frederik van Saksen-Altenburg (1763-1834)                          |                                                                   |                                                                   |                                                     |                                                     |                                                     |                                                     | Charlotte Georgine Louise van Mecklenburg-Strelitz (1769-1818) | Charlotte Georgine Louise van Mecklenburg-Strelitz (1769-1818) | Charlotte Georgine Louise van Mecklenburg-Strelitz (1769-1818) | Charlotte Georgine Louise van Mecklenburg-Strelitz (1769-1818) | Charlotte Georgine Louise van Mecklenburg-Strelitz (1769-1818) | Charlotte Georgine Louise van Mecklenburg-Strelitz (1769-1818) |                                                             |                                                             |                                                             |                                                             |  |  |  |  |  |  |  |  |  |  |  |  |  |  |  |  |  |  |  |  |  |  |  |  |  |  |  |  |  |  |  |  |  |  |  |  |  |  |  |  |  |  |  |  |  |  |  |  |
|                                                                         |                                                                         |                                                                         |                                                                         | Frederik Willem van Nassau-Weilburg (1768-1816)                         | Frederik Willem van Nassau-Weilburg (1768-1816)                         | Frederik Willem van Nassau-Weilburg (1768-1816) | Frederik Willem van Nassau-Weilburg (1768-1816) | Frederik Willem van Nassau-Weilburg (1768-1816) | Frederik Willem van Nassau-Weilburg (1768-1816) |                                        |                                        |                                 |                                 |                                               |                                               | Louise van Sayn-Hachenburg (1772-1827)        | Louise van Sayn-Hachenburg (1772-1827)        | Louise van Sayn-Hachenburg (1772-1827)        | Louise van Sayn-Hachenburg (1772-1827)        | Louise van Sayn-Hachenburg (1772-1827)      | Louise van Sayn-Hachenburg (1772-1827)      |                                            |                                            |                                                            |                                                            |                                                            |                                                            |                                                            |                                                            |                                                          |                                                          | Frederik van Saksen-Altenburg (1763-1834)                          | Frederik van Saksen-Altenburg (1763-1834)                          | Frederik van Saksen-Altenburg (1763-1834)                          | Frederik van Saksen-Altenburg (1763-1834)                          | Frederik van Saksen-Altenburg (1763-1834)                          | Frederik van Saksen-Altenburg (1763-1834)                          |                                                                   |                                                                   |                                                     |                                                     |                                                     |                                                     | Charlotte Georgine Louise van Mecklenburg-Strelitz (1769-1818) | Charlotte Georgine Louise van Mecklenburg-Strelitz (1769-1818) | Charlotte Georgine Louise van Mecklenburg-Strelitz (1769-1818) | Charlotte Georgine Louise van Mecklenburg-Strelitz (1769-1818) | Charlotte Georgine Louise van Mecklenburg-Strelitz (1769-1818) | Charlotte Georgine Louise van Mecklenburg-Strelitz (1769-1818) |                                                             |                                                             |                                                             |                                                             |  |  |  |  |  |  |  |  |  |  |  |  |  |  |  |  |  |  |  |  |  |  |  |  |  |  |  |  |  |  |  |  |  |  |  |  |  |  |  |  |  |  |  |  |  |  |  |  |
|                                                                         |                                                                         |                                                                         |                                                                         |                                                                         |                                                                         |                                                 |                                                 |                                                 |                                                 | Willem van Nassau (1792-1839)          | Willem van Nassau (1792-1839)          | Willem van Nassau (1792-1839)   | Willem van Nassau (1792-1839)   | Willem van Nassau (1792-1839)                 | Willem van Nassau (1792-1839)                 |                                               |                                               |                                               |                                               |                                             |                                             |                                            |                                            |                                                            |                                                            |                                                            |                                                            |                                                            |                                                            |                                                          |                                                          |                                                                    |                                                                    |                                                                    |                                                                    |                                                                    |                                                                    | Louise van Saksen-Hildburghausen (1794-1824)                      | Louise van Saksen-Hildburghausen (1794-1824)                      | Louise van Saksen-Hildburghausen (1794-1824)        | Louise van Saksen-Hildburghausen (1794-1824)        | Louise van Saksen-Hildburghausen (1794-1824)        | Louise van Saksen-Hildburghausen (1794-1824)        |                                                                |                                                                |                                                                |                                                                |                                                                |                                                                |                                                             |                                                             |                                                             |                                                             |  |  |  |  |  |  |  |  |  |  |  |  |  |  |  |  |  |  |  |  |  |  |  |  |  |  |  |  |  |  |  |  |  |  |  |  |  |  |  |  |  |  |  |  |  |  |  |  |
|                                                                         |                                                                         |                                                                         |                                                                         |                                                                         |                                                                         |                                                 |                                                 |                                                 |                                                 | Willem van Nassau (1792-1839)          | Willem van Nassau (1792-1839)          | Willem van Nassau (1792-1839)   | Willem van Nassau (1792-1839)   | Willem van Nassau (1792-1839)                 | Willem van Nassau (1792-1839)                 |                                               |                                               |                                               |                                               |                                             |                                             |                                            |                                            |                                                            |                                                            |                                                            |                                                            |                                                            |                                                            |                                                          |                                                          |                                                                    |                                                                    |                                                                    |                                                                    |                                                                    |                                                                    | Louise van Saksen-Hildburghausen (1794-1824)                      | Louise van Saksen-Hildburghausen (1794-1824)                      | Louise van Saksen-Hildburghausen (1794-1824)        | Louise van Saksen-Hildburghausen (1794-1824)        | Louise van Saksen-Hildburghausen (1794-1824)        | Louise van Saksen-Hildburghausen (1794-1824)        |                                                                |                                                                |                                                                |                                                                |                                                                |                                                                |                                                             |                                                             |                                                             |                                                             |  |  |  |  |  |  |  |  |  |  |  |  |  |  |  |  |  |  |  |  |  |  |  |  |  |  |  |  |  |  |  |  |  |  |  |  |  |  |  |  |  |  |  |  |  |  |  |  |
|                                                                         |                                                                         |                                                                         |                                                                         |                                                                         |                                                                         |                                                 |                                                 |                                                 |                                                 |                                        |                                        |                                 |                                 |                                               |                                               |                                               |                                               |                                               |                                               |                                             |                                             |                                            |                                            |                                                            |                                                            |                                                            |                                                            |                                                            |                                                            |                                                          |                                                          |                                                                    |                                                                    |                                                                    |                                                                    |                                                                    |                                                                    |                                                                   |                                                                   |                                                     |                                                     |                                                     |                                                     |                                                                |                                                                |                                                                |                                                                |                                                                |                                                                |                                                             |                                                             |                                                             |                                                             |  |  |  |  |  |  |  |  |  |  |  |  |  |  |  |  |  |  |  |  |  |  |  |  |  |  |  |  |  |  |  |  |  |  |  |  |  |  |  |  |  |  |  |  |  |  |  |  |
|                                                                         |                                                                         |                                                                         |                                                                         |                                                                         |                                                                         |                                                 |                                                 |                                                 |                                                 |                                        |                                        |                                 |                                 |                                               |                                               |                                               |                                               |                                               |                                               |                                             |                                             |                                            |                                            |                                                            |                                                            |                                                            |                                                            |                                                            |                                                            |                                                          |                                                          |                                                                    |                                                                    |                                                                    |                                                                    |                                                                    |                                                                    |                                                                   |                                                                   |                                                     |                                                     |                                                     |                                                     |                                                                |                                                                |                                                                |                                                                |                                                                |                                                                |                                                             |                                                             |                                                             |                                                             |  |  |  |  |  |  |  |  |  |  |  |  |  |  |  |  |  |  |  |  |  |  |  |  |  |  |  |  |  |  |  |  |  |  |  |  |  |  |  |  |  |  |  |  |  |  |  |  |
| Theresia Wilhelmina Frederika Isabella Charlotte van Nassau (1815-1871) | Theresia Wilhelmina Frederika Isabella Charlotte van Nassau (1815-1871) | Theresia Wilhelmina Frederika Isabella Charlotte van Nassau (1815-1871) | Theresia Wilhelmina Frederika Isabella Charlotte van Nassau (1815-1871) | Theresia Wilhelmina Frederika Isabella Charlotte van Nassau (1815-1871) | Theresia Wilhelmina Frederika Isabella Charlotte van Nassau (1815-1871) |                                                 |                                                 | Adolf van Luxemburg (1817-1905)                 | Adolf van Luxemburg (1817-1905)                 | Adolf van Luxemburg (1817-1905)        | Adolf van Luxemburg (1817-1905)        | Adolf van Luxemburg (1817-1905) | Adolf van Luxemburg (1817-1905) |                                               |                                               | Willem Karel Hendrik van Nassau (1819-1823)   | Willem Karel Hendrik van Nassau (1819-1823)   | Willem Karel Hendrik van Nassau (1819-1823)   | Willem Karel Hendrik van Nassau (1819-1823)   | Willem Karel Hendrik van Nassau (1819-1823) | Willem Karel Hendrik van Nassau (1819-1823) |                                            |                                            | Maurits Willem August Karel Hendrik van Nassau (1820-1850) | Maurits Willem August Karel Hendrik van Nassau (1820-1850) | Maurits Willem August Karel Hendrik van Nassau (1820-1850) | Maurits Willem August Karel Hendrik van Nassau (1820-1850) | Maurits Willem August Karel Hendrik van Nassau (1820-1850) | Maurits Willem August Karel Hendrik van Nassau (1820-1850) |                                                          |                                                          | Marie Wilhelmina Louise Frederika Henriette van Nassau (1822-1824) | Marie Wilhelmina Louise Frederika Henriette van Nassau (1822-1824) | Marie Wilhelmina Louise Frederika Henriette van Nassau (1822-1824) | Marie Wilhelmina Louise Frederika Henriette van Nassau (1822-1824) | Marie Wilhelmina Louise Frederika Henriette van Nassau (1822-1824) | Marie Wilhelmina Louise Frederika Henriette van Nassau (1822-1824) |                                                                   |                                                                   | Willem Karel August Frederik van Nassau (1823-1828) | Willem Karel August Frederik van Nassau (1823-1828) | Willem Karel August Frederik van Nassau (1823-1828) | Willem Karel August Frederik van Nassau (1823-1828) | Willem Karel August Frederik van Nassau (1823-1828)            | Willem Karel August Frederik van Nassau (1823-1828)            |                                                                |                                                                | Marie Wilhelmina Frederika Elisabeth van Nassau (1825-1902)    | Marie Wilhelmina Frederika Elisabeth van Nassau (1825-1902)    | Marie Wilhelmina Frederika Elisabeth van Nassau (1825-1902) | Marie Wilhelmina Frederika Elisabeth van Nassau (1825-1902) | Marie Wilhelmina Frederika Elisabeth van Nassau (1825-1902) | Marie Wilhelmina Frederika Elisabeth van Nassau (1825-1902) |  |  |  |  |  |  |  |  |  |  |  |  |  |  |  |  |  |  |  |  |  |  |  |  |  |  |  |  |  |  |  |  |  |  |  |  |  |  |  |  |  |  |  |  |  |  |  |  |

- Bibliothèque nationale de France: cb169437210 (data)
- Gemeinsame Normdatei: 119208806
- International Standard Name Identifier: 0000 0003 8186 5999
- Library of Congress Control Number: n94048373
- Musée national d'archéologie, d'histoire et d'art: lkl008521
- National Archives and Records Administration: 10574330
- Nederlandse Thesaurus van Auteursnamen: 399555749
- SNAC: w6330k18
- Virtual International Authority File: 262283873
- WorldCat: E39PBJc7Qqc3V34YcHqgR84wmd